# حبيل القعري (ردفان)

تعديل مصدري - تعديل

حبيل القعري هي إحدى قرى عزلة الحبيلين بمديرية ردفان التابعة لمحافظة لحج، بلغ تعداد سكانها 58 نسمة حسب تعداد اليمن لعام 2004.